# سوشنینا (استان اشوی‌داشکسیه)
سوشنینا (به لهستانی: Sośnina) یک منطقهٔ مسکونی در لهستان است که در گمینا منگوو واقع شده‌است. سوشنینا ۳۳ نفر جمعیت دارد.